# جشنواره فیلم و تلویزیون پان آفریقا واگادوگو

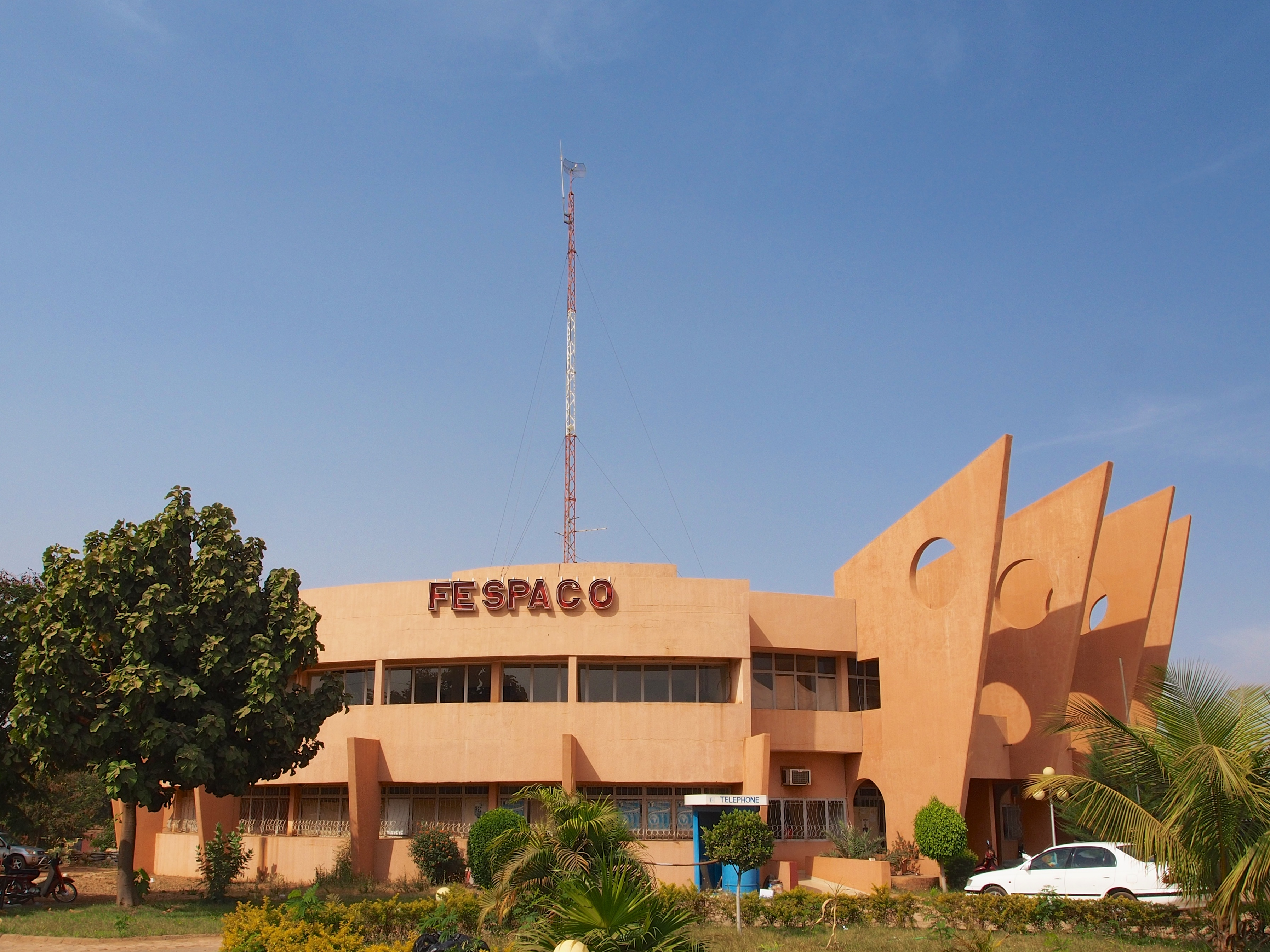
دفتر مرکزی FESPACO در واگادوگو

جشنواره فیلم و تلویزیون پان آفریقا واگادوگو (Pan African Film and Television Festival of Ouagadougou) یا به اختصار FESPACO یک جشنواره فیلم در بورکینافاسو است. دبیرخانه مرکزی این رویداد سینمایی در واگادوگو و سازمان اجرایی آن در آفریقای‌جنوبی است. با این همه واگادوگو میزبان فیلم‌ها و عوامل آن است. این رویدا فقط مختص سینماگران آفریقایی است و به صورت دوسالانه در ماه مارس برگزار می‌شود. این جشنواره در سال ۱۹۶۹ پایه‌گذاری شد و در سال ۱۹۷۲ به استقلال اداری رسید.
هدف اعلام شده از سوی FESPACO کمک به گسترش و توسعه سینمای آفریقا به عنوان وسیله‌ای برای بیان، آموزش و آگاهی بخشی است. تلاش برای ایجاد بازار فیلم‌ها و تولید فیلم‌های مشترک آتی از دیگر اهداف این سازمان است.
تندیس ایتالون‌ینینگا معتبرترین جایزه این جشنواره است. پس از آن مهمترین جایزه این جشنواره که به بهترین کارگردان فیلم داده می‌شود، به یادبود فیلم‌ساز نیجریه‌ای جایزه عمرو گاندا نام دارد.